# Riu Lucà
El Lucà (grec antic: Λούκανος, Lúkanos) és l'antic nom d'un riu del Brútium, nom que donà Plini el Vell i que es va italianitzar Locano però que avui es diu Proteriate. Corre prop del municipi de Gerace abans de desaiguar al Mar Jònic. D'altres pensen que el Locano és el Sagra, el riu llegendari on s'hauria lliurat la batalla entre les ciutats de Locres Epizefiris i Crotona, i que segons Barillaro seria l'actual Allàro.